# Vorpostenboot

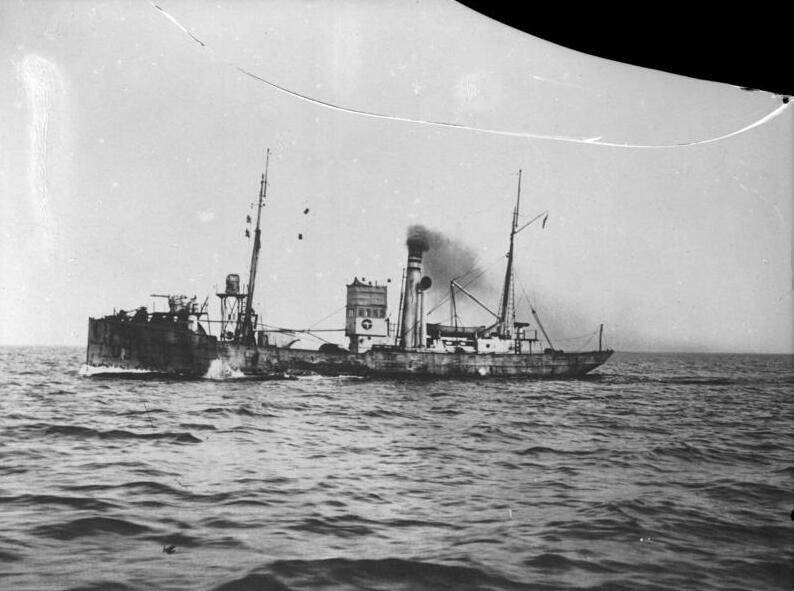
Zum Vorpostenboot umgerüsteter Fischdampfer Nürnberg, 1914

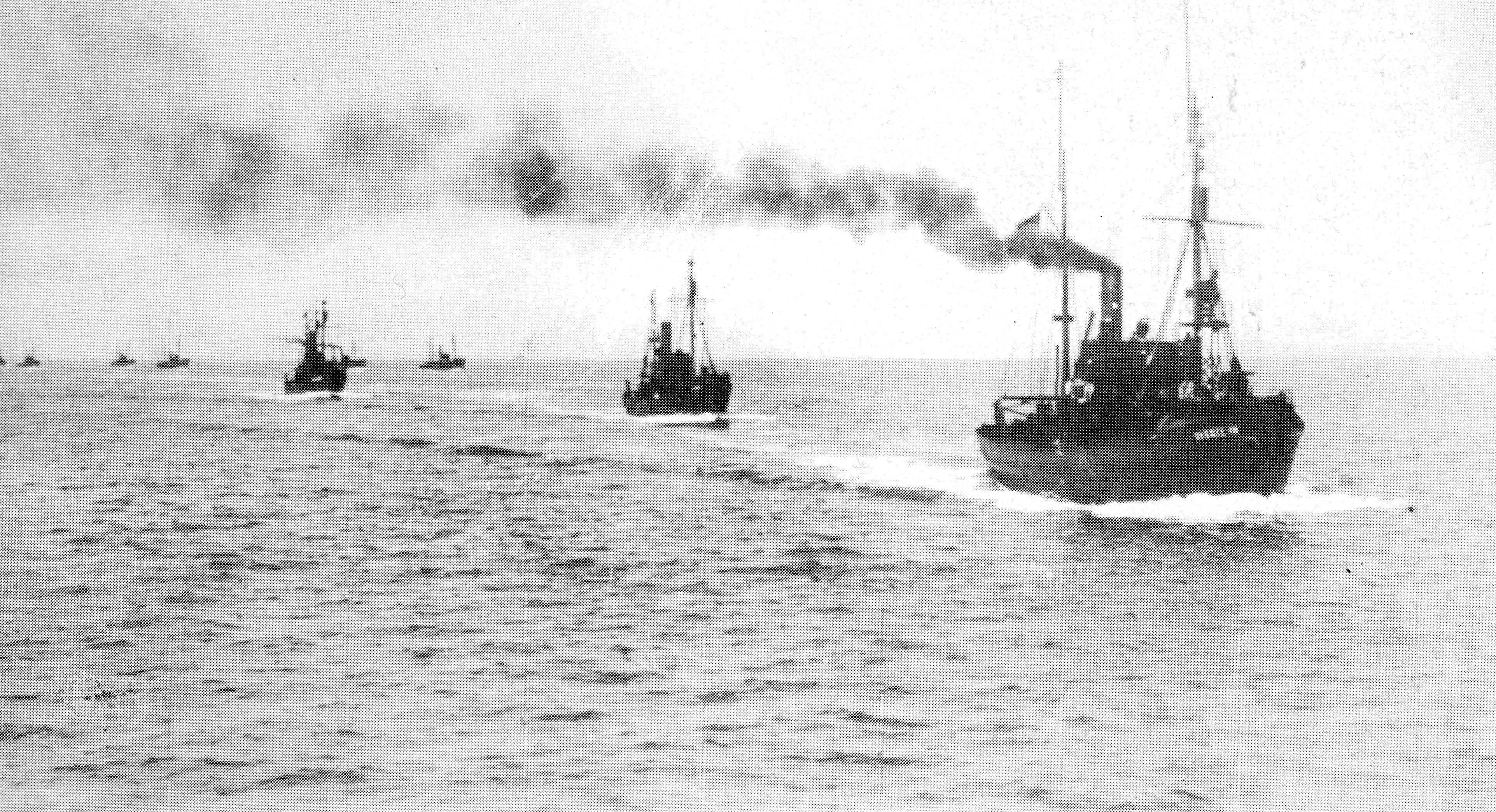
Vorpostenboot bzw. Hilfsminensucher Seestern. Aufnahmeort und -zeit unbekannt. Im Februar 1918 vor Helgoland auf Minensperre bei Horns Riff gesunken.

Vorpostenboote sind kleine Kriegsschiffe, die zur Aufklärung und Sicherung im Küstenvorfeld eingesetzt werden.

## Aufgaben
Zum Sicherungsdienst im Küstenvorfeld gehört das Geleit von Handels- und Kriegsschiffen gegen Luftangriffe, U-Boote und leichte Seestreitkräfte wie etwa Schnellboote. Außerdem können Vorpostenboote in der Minenkriegführung eingesetzt werden und dabei Minen suchen, Minen legen, eigene Minenfelder bewachen und andere Schiffe durch geräumte Kanäle in Minenfeldern geleiten.

## Schiffstypen

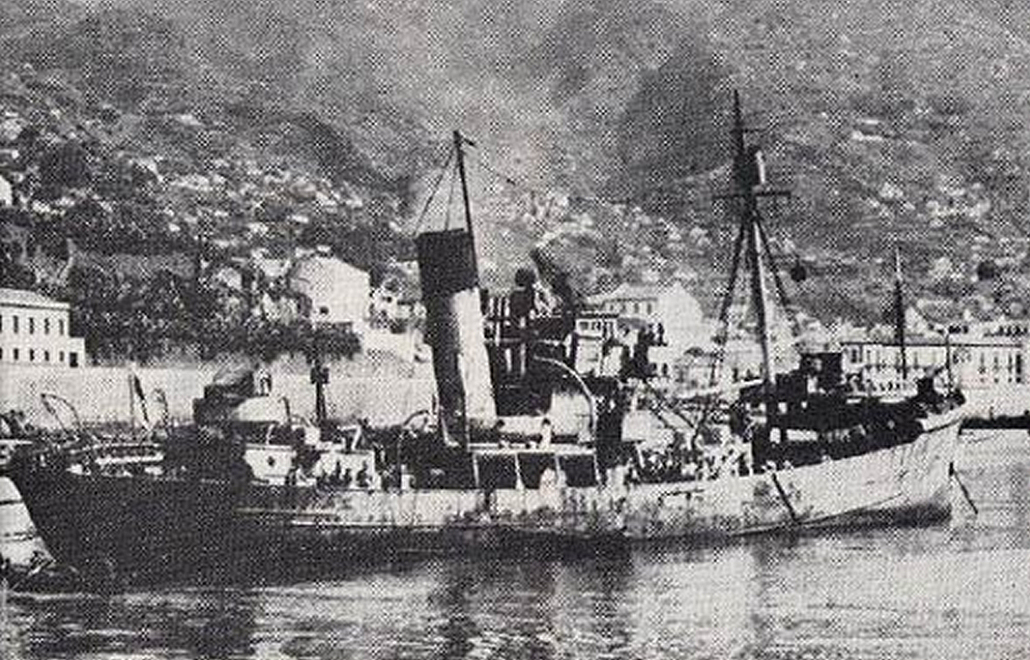
HMS Lady Shirley, ein britischer ASW-Trawler im Zweiten Weltkrieg

Für diese Aufgaben werden in Kriegszeiten erheblich mehr Fahrzeuge benötigt, als im Frieden aktiv unterhalten werden können. Deshalb sind die meisten Vorpostenboote Fahrzeuge, die im Kriegsfall aus der Handels- oder Fischereiflotte eingezogen werden oder für den späteren Friedenseinsatz in diesen Bereichen konstruiert werden.
Vorpostenboote sind meist sehr seetüchtige Konstruktionen mit hoher Seeausdauer, da sie ihren Dienst auch bei schlechten Wetterbedingungen verrichten müssen, wenn leichte Kriegsschiffe wie z. B. Schnellboote nicht mehr eingesetzt werden können. In den beiden Weltkriegen wurden alle Arten von verfügbaren, geeignet erscheinenden Fahrzeugen als Vorpostenboote eingesetzt, z. B. Fischkutter und Fischdampfer.
In Deutschland wurde der sogenannte Kriegsfischkutter entwickelt, der in Kriegszeiten eine besondere Eignung zum Vorpostenboot haben sollte, in Friedenszeiten aber auch wieder bestimmungsgemäß eingesetzt werden sollte. Dem entsprachen die Trawler der Royal Navy, die als ASW-Trawler, Minensuchboote oder Patrouillenboote konfiguriert waren. Nach Kriegsende fanden viele von ihnen zivile Verwendungen.
Die Bundesmarine plante während des Kalten Krieges die Aufstellung mehrerer Vorpostengeschwader im Verteidigungsfall.

## Bewaffnung
Die Bewaffnung der Vorpostenboote ist begrenzt durch die Größe der Fahrzeuge. Je nach Schwerpunkt der Aufgabe können Artilleriewaffen leichten und mittleren Kalibers gegen Flugzeuge und Seeziele, U-Jagd-Bewaffnung, Minen oder Minenabwehrgerät mitgeführt werden. Hinzu kommen leichte Waffen zum Eigenschutz wie zum Beispiel Maschinengewehre.

## Deutsche Vorpostenboote im Ersten Weltkrieg
Vorpostenverbände der Kaiserlichen Marine

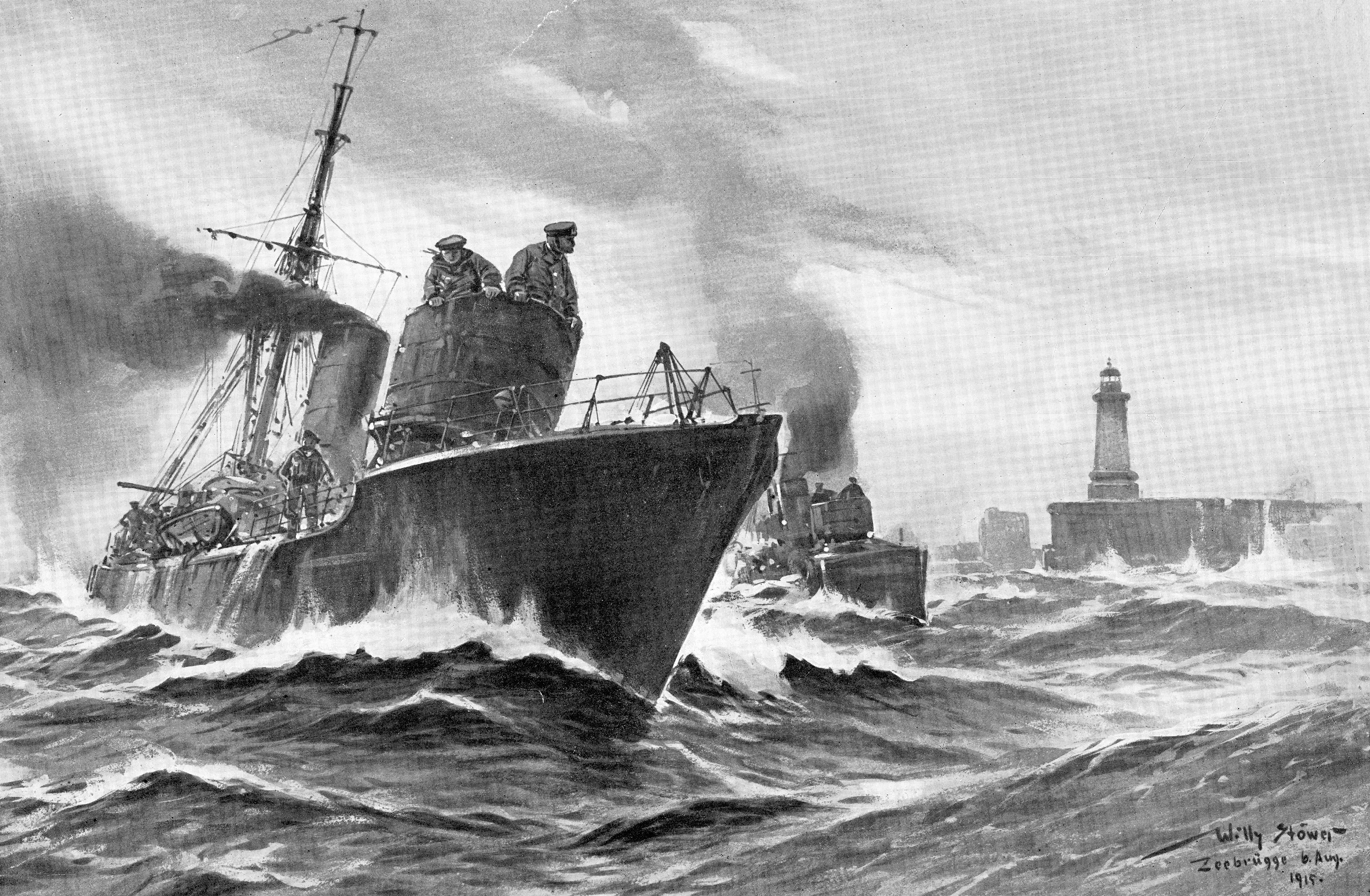
Deutsche Vorpostenboote und Minensuchboote bei der Ausfahrt aus dem Hafen von Zeebrügge. Zeichnung von Willy Stöwer vom 6. August 1915.

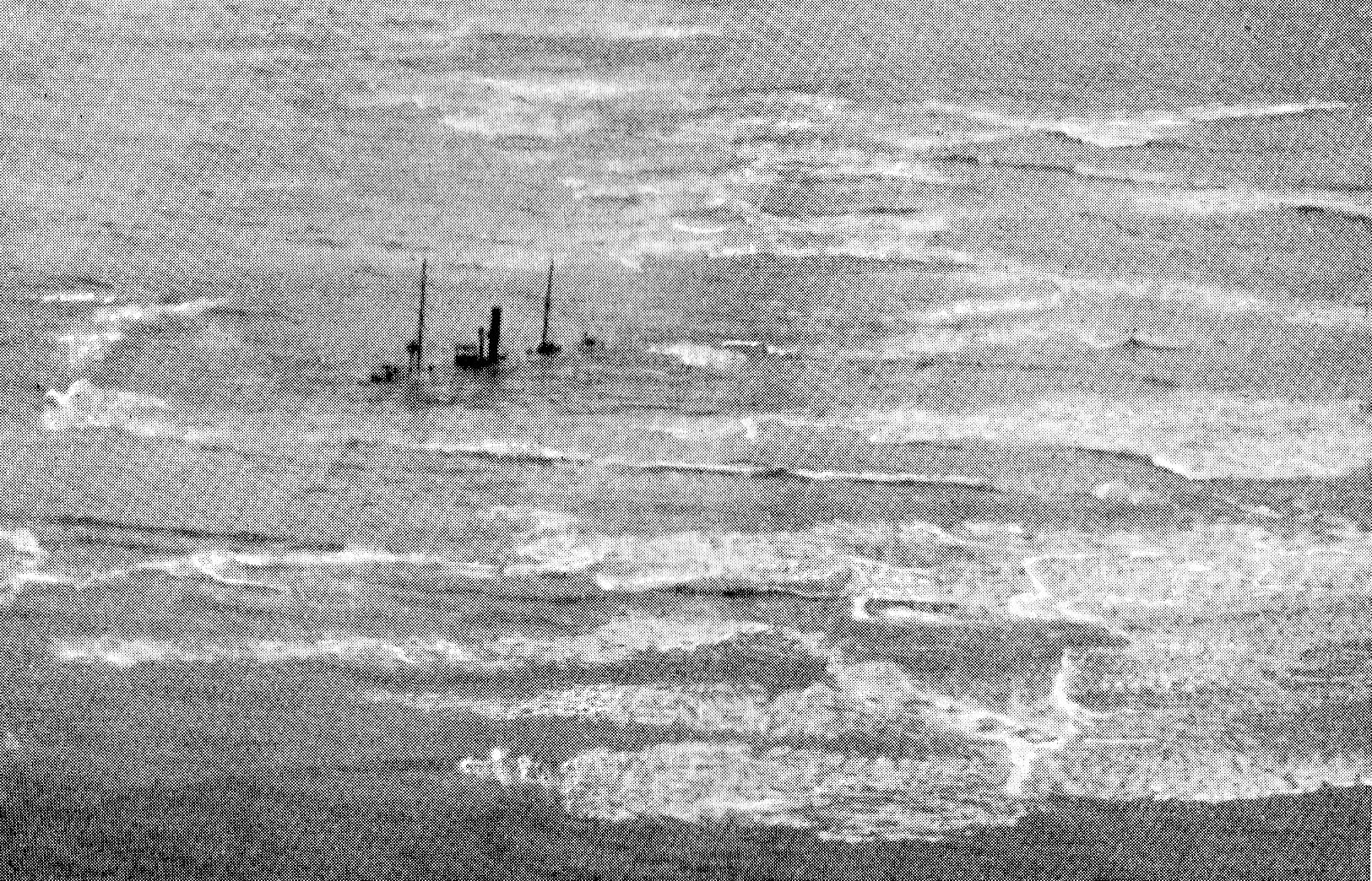
Auf Borkumriff 1918 gestrandetes Vorpostenboot

Bei Ausbruch des Ersten Weltkriegs besaß die Kaiserliche Marine noch keine Erfahrungen mit der Verwendung von Fischdampfern zum Vorpostendienst oder der Minenbekämpfung. Während des Krieges wurden 34 Neubauaufträge für VP-Boote von den Marinewerften selbst übernommen und 145 extern vergeben, darunter sechs Schiffe mit 250 BRT an die Schiffswerft und Maschinenfabrik Hansa in Tönning. Ab August 1915 wurden einige wenige VP-Boote mit ein oder zwei Torpedorohren zur U-Bootbekämpfung ausgerüstet. Alle VP-Boot-Neubauten waren vom Typ her Fischdampfer, die für den Einsatz in der Marine modifiziert wurden. Der Stauraum für Fische wurde für Besatzungsunterkünfte und Munitionskammern verwandt und Geschützunterbauten eingebaut. Typisch für das Aussehen dieser Vorpostenboote ist die oben abgebildete Nürnberg.

## Deutsche Vorpostenboote im Zweiten Weltkrieg
Vorpostenflottillen
Bei Ausbruch des Zweiten Weltkriegs hatte die Kriegsmarine bereits langjährige Planungen zur Verwendung von Fischereifahrzeugen zum Vorpostendienst oder der Minenbekämpfung. Die als Reichsfischkutter bzw. Kriegsfischkutter (KFK) bezeichneten Boote wurden meist in Holz ausgeführt und konnte von privaten Betreibern zusammen mit einem günstigen Reichsdarlehen bestellt werden. Als Gegenleistung musste das Fahrzeug im Krieg der Marine überlassen werden. 1942 gab die Kriegsmarine weitere 1072 dieser Kutter in Auftrag und startete damit die größte Schiffbauserie der deutschen Seefahrtgeschichte.

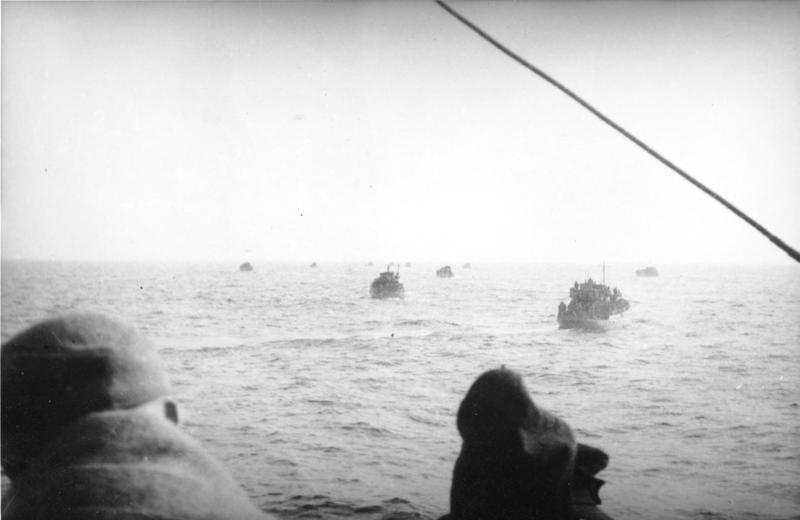
Kriegsfischkutter Anfang 1945 im Einsatz zum Flüchtlingstransport aus Ostpreußen

Die Kriegsmarine setzte die KFK (→ Liste der Kriegsfischkutter), Walfänger, zivile Frachter sowie Beuteschiffe hauptsächlich in drei Varianten als Wachboote, Minensuchboote und U-Jagd-Boote ein. Die Vorpostenboote zählten dabei zu den Wachbooten und gehörten zu den Sicherungs-Divisionen der Kriegsmarine:
- 1. Sicherungs-Division
- 2. Sicherungs-Division
- 3. Sicherungs-Division
- 4. Sicherungs-Division
- 5. Sicherungs-Division
- 7. Sicherungs-Division
- 8. Sicherungs-Division
- 9. Sicherungs-Division
- 10. Sicherungs-Division
- 11. Sicherungs-Division
- Sicherungs-Lehr-Division